# Sarah Ladipo Manyika
Sarah Ladipo Manyika (7 de marzo de 1968 (57 años) es una escritora anglo-nigeriana.

## Primeros años
Sarah Manyika nació y creció en Nigeria. También ha vivido en Kenia, Francia, e Inglaterra. Su padre es nigeriano y su madre es británica.
Sarah heredó su nombre de soltera (Ladipo) de su padre, que nació en Ibadán (sudoeste de Nigeria) en los últimos años de la década de 1930. Su padre conoció y se casó con su madre en el Reino Unido en los últimos años de la década de 1960. Sarah pasó gran parte de su niñez en Lagos y en la ciudad de Jos en el Estado de Altiplanicie.
Como joven adolescente, vivió por dos años en Nairobi, Kenia, antes de que su familia se mudara al Reino Unido.

## Carrera
Manyika estudió en las Universidades de Birmingham (Reino Unido), Burdeos (Francia), y Berkeley (California). Se casó en Harare, Zimbabue, en 1994, y ahora vive entre San Francisco (dónde enseña literatura en la Universidad Estatal de San Francisco), Londres y Harare.
Su obra incluye ensayos, artículos académicos, reseñas de libros y cuentos. Su historia "Mr Wonder" apareció en 2008 en la colección Women Writing Zibabwe . Su primera novela, In Dependence , estuvo publicada por Legend Press , Londres, en 2008, y fue escogida por la cadena de librerías más grande del Reino Unido como su libro para el Mes de Historia Negra
En 2009, In Dependence, fue publicado por Cassava Republic, una editorial con sede en Abuya, Nigeria, con un repertorio de autores que incluye a Teju Cole y Helon Habila.

## Obra

### Novelas
- In Dependence (Legend Press, 2008; Cassava Republic, 2009)
- Like A Mule Bringing Ice Cream To The Sun (Cassava Republic, 2016, ISBN 978-1-911-11504-5)

### Cuentos
- "Mr Wonder" in Women Writing Zimbabwe (Weaver Press, 2008)
- "Modupe" in African Love Stories (Ayebia Clarke Publishing Ltd, 2006)
- "Girlfriend" in Fathers & Daughters (Ayebia Clarke Publishing Ltd, 2008)

### Capítulos de libros
- "Oyinbo" in Prolematizing Blackness (Routledge, 2003)

### Ensayos
- "Coming of Age in the Time of the Hoodie", Guernica, 23 de junio de 2015.
- "Betting on Africa", Brittle Paper, 28 de marzo de 2016.

### Informes de investigación
- Ph.D. Programs in African Universities: Current Status and Future Prospects. Report to the Rockefeller Foundation. Co-authored with David Szanton (University of Berkeley, California, 2002).